# Giovanni Bertacchi

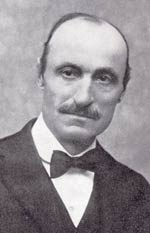
Giovanni Bertacchi (ca. 1925)

Giovanni Bertacchi (* 9. Februar 1869 in Chiavenna; † 24. November 1942 in Mailand) war ein italienischer Dichter, Romanist, Italianist und Literaturwissenschaftler.

## Leben und Werk
Bertacchi studierte in Mailand (Abschluss 1892 mit der Arbeit La Raccolta giuntina di rime antiche) und war ebenda Gymnasiallehrer. 1898 verbrachte er einige Monate im Exil im Bergell, die für seine weitere Lebensorientierung entscheidend waren. Von 1916 bis 1938 war er an der Universität Padua Professor für italienische Literatur. Er trat aus Protest gegen die faschistische Politik von seinem Lehrstuhl zurück. Bertacchis zwischenzeitlich vergessenes dichterisches Werk kam seit Ende des 20. Jahrhunderts vornehmlich in seiner Heimat zu neuen Ehren.
Das Rifugio Giovanni Bertacchi wurde nach ihm benannt.

## Werke

### Dichtung
- Il Canzoniere delle Alpi, Mailand 1895 (zahlreiche Auflagen bis 2002)
- Poemetti lirici, Mailand 1898, 1909
- Liriche umane, Mailand 1903, 1909
- Le malie del passato, Mailand 1905
- Alle sorgenti, Mailand 1906
- A fior di silenzio, Mailand 1912
- Riflessi di orizzonti, Mailand 1921
- Il perenne domani, Mailand 1929
- Poesie scelte, Mailand 1950
- Poesie, Sondrio 1964
- Poesie dialettali, hrsg. von Guido Scaramellini, Chiavenna 1973, 1979

### Wissenschaft und weitere Schriften
- (Hrsg.) Le rime di Dante da Maiano, Bergamo 1896
- Il pensiero sociale di Giuseppe Mazzini nella luce del materialismo storico, Mailand 1900, Chiavenna 1970
- (Hrsg.) Giacomo Leopardi, Lettere scelte, Mailand 1902
- Marmi, vessilli e eroi. Discorsi, Mailand 1912
- Ore dantesche, Mailand 1913
- (mit Paolo Arcari) Un uomo della nuova Italia. Opere e giorni di Giuseppe Candiani, Mailand 1913
- Un maestro di vita. Saggio leopardiano, Bologna 1917
- Il primo romanticismo lombardo, Padua 1920
- Mazzini, Mailand 1922, 1925
- (Hrsg.) Ugo Foscolo, Le ultime lettere di Jacopo Ortis, Florenz 1926
- (Hrsg.) Ugo Foscolo, Dalle opere, Sancasciano Pesa 1928
- Il pensiero critico e le tragedie di Alessandro Manzoni, Mailand 1936